# 김문연
김문연(金文淵, 1962년 3월 18일~)은 대한민국의 방송인이다.

## 출신 학교
- 동성고등학교
- 고려대학교 신문방송학과 학사
- 고려대학교 언론대학원 석사과정 수료 (신문방송학 전공)

## 주요 경력
- 삼성그룹 비서실
- 제일기획 케이블TV사업부
- 삼성영상사업단 Q채널사업부 편성기획부 부장
- 뉴욕대학교 Film & Broadcasting 연수
- 중앙방송 Q채널 편성팀
- CSTV코리아 대표이사
- 미디어윌티비 대표이사
- 디지틀온미디어 대표이사
- 방송위원회(현 방송통신위원회) 디지털방송추진위 위원
- 중앙방송 대표이사 사장
- 고려대학교언론대학원 최고위과정 수료
- 텔레비전 코리아 24 사장
- 동아일보 방송사업본부 전문위원
- 디즈니채널 코리아 사장
- 한국방송채널진흥협회 회장

## 수상 경력
- 문화체육관광부장관 표창
- 대통령상 표창